# Wyanet (Illinois)
Wyanet est un village du comté de Bureau dans l'Illinois, aux États-Unis,. Les premiers pionniers s'installent dans la région, appelée Center, dès 1821. Le village est fondé en 1854, il est incorporé le 10 juin 1891.

## Démographie
Lors du recensement de 2010, le village comptait une population de 991 habitants. Elle est estimée, en 2016, à 947 habitants.